# Курино (Витебский район)
Ку́рино (бел. Ку́рына) — деревня в Витебском районе Витебской области Республики Беларусь. Административный центр Куринского сельсовета.

## География
Деревня расположена в 29 км в направлении на северо-восток от Витебска. На автодороге Р133 (Н-2301) Витебск — Сураж.

### Гидрография
На правом берегу реки Западная Двина. Через деревню протекает приток Западной Двины река Костовлянка, которая вытекает из озера Костовье.

## История
В 1619 году в селе Курино было 2 двора, здесь стояла Свято-Духовская церковь. В 1630 году Курино владел Базыль Шапка Хатольский, писар гродский витебский. В 1657 году в Курино 8 дворов (1 двор принадлежал церкви св. Симеона).
На 1744 год Kuryn относилось к Витебскому приходу (parafie) Витебского деканата Виленской католической епархии (diecezji). В 1750 году маёнток «Курино» Фёкла (Тэкля) Огинская передала иезуитам. В 1770 году маёнток «Курино» во владении Юдицкой.
В 1785 году «Курино» село с сельцом с деревнями, войск Польских Полковника Ефима Михайлова сына Юдицкого.
По ревизии мужского пола душ 273. Удобной земли 2808 десят., 1190 сажен., неудобной 145 десят. Всего 2953 десят. 1190 сажен. В селе 41 двор, 250 жителей, в деревне 15 жителей.

### В составе Российской империи
После присоединения в 1772 году к Российской империи в составе Суражского уезда (в 12 декабря 1796 года Суражский уезд упразднен, Курино в Велижском уезде, с 1802 года вновь в Суражском уезде), Витебской губернии.
В начале XX века в деревне Курино Куринской волости Витебского уезда Витебской губернии проживало 327 человек в 40 дворах.
В 1824 году в Курино была построена каменная церковь святителя Николая Чудотворца (сохранились руины).
В 1846 году имение «Курино», принадлежавшее Юстиану Быковскому (5229 дес. земли), включало в себя 4 деревни и фольварк Пенклавичи с 11 деревнями. В Курино 38 дворов, 157 ревизских мужских крестьянских душ.
Имелась ветряная мельница. На почтовом тракте была корчма. На реке имелся паром на канате грузоподъемностью 150 пудов.
В 1862 году в селе Курино открылось народное училище. В 1882 году в нем обучалось 38 детей.
По реформе Александра II с 1861 года уезды были разделены на волости. Курино стало центром Куринской волости Суражского уезда.
В 1872 году М. Кусцинский раскопал около деревни 2 кургана.
В 1866 году был упразднён Суражский уезд и часть его территории включая Куринскую волость вошла в состав Витебского уезда.
В 1878 году имение «Курино 1» принадлежало братьям католикам Быковским Виктору и Эдуарду Устиновичам (1734 десятин).
В 1886 году в селе Курино 28 дворов, 294 жителя.
Ежегодно 1 сентября и 1 октября проводились ярмарки. В Ильинскую пятницу (пятница перед Ильиным днем 20 июля) проходил крестных ход от церкви до каплицы.
Приход Николаевской церкви составлял 28 деревень, 2558 прихожан.
Со второй половины XIX века деревня центр Куринского сельского общества Куринской волости Витебского уезда.
Имелось волостное правление, двухклассное училище м. н. пр.; лечебное учреждение, водяная мельница.
В 1887 году основан стеклянный завод.
В 1906 году в деревне Курино было 40 дворов, 148 мужчин, 179 женщин.
Имение Курино принадлежало 4-му Куринскому 32 домохоз. т-ву, кр-не, прав. Земли: 1210 дес. удобной, 20 дес. неудобной, 100 дес. под лесом. 11 дворов, 57 мужчин, 59 женщин.
На погосте Курино (принадлежавшем притчу Куринской церкви) было 2 дома и жило 2 человека. В 1906 году Куринской церкви (настоятель Петр Семенович Гнедовский) принадлежало 29 дес. земли.
В 1909 году был врачебный амбулаторный пункт, в котором принимали врач, фельдшер.
В начале 1910-х годов Витебское уездное земство открыло при народном училище оборудованные столярно—токарные мастерские для обучению ремеслам и трудовому воспитанию учащихся.
С 21 августа 1925 года д. Курино является центром Куринского сельсовета Кузнецовского района (с 04.1927 — Витебского района, с 15 февраля 1931 — Суражского района) района Витебского округа (с 26.07.1930 прямое подчинение БССР)
С 05.12.1936 в составе Суражского района БССР (с 20.02.1938 — Витебской области).
В 1926 году в застенке Курино 22 двора, 13 жителей; в селе Курино 55 дворов, 221 житель; в имении Курино 46 дворов, 212 жителей.
В 1928 году в Курино: водяная мельница, сукновальня, электростанция (15 л. с.) на которой работали 3 человека, стеклозавод, кирпичный завод «Двина» (2 км выше по течению Курино, на берегу Двины напротив деревни Рыбаки), лесопилка, сапожная мастерская, шерстобойка (чесальная машина).
В деревне был организован колхоз.
Во время Великой Отечественной войны деревня была сожжена немецкими захватчиками.
В феврале—сентябре 1942 года деревня находилась на территории подконтрольной партизанам. (см. Суражские ворота).
Курино являлось центральной усадьбой сельхозартели «Шлях Ленина» (с 1955 года колхоз «Путь Ленина»).
После расформирования в январе 1960 года Суражского района Курино в составе Витебского района.
В 2003 году 121 двор, 314 человек. В составе сельскохозяйственного производственного кооператива «Курино».
В деревне проводились обследования при составлении «Диалектологического атласа белорусского языка» (Академия наук БССР. 1963) и словаря «Рэгіянальны слоўнік Віцебшчыны» (издание 2014).

## Население

### Численность
- 2009 год — 245 жителей

### Динамика
- 1886 год — 294 жителей, 28 дворов
- 1941 год — 527 жителей, 119 дворов
- 1969 год — 306 жителей, 95 дворов
- 1998 год — 317 жителей, 117 дворов[5]
- 2003 год — 314 жителей, 121 двор
- 2009 год — 245 жителей (перепись населения)[6]
- 2018 год — 280 жителей, 112 дворов

## Инфраструктура
Филиал ОАО «Витебский райагропромсервис», сельская библиотека Витебской районной центральной библиотечной системы, амбулатория врача общей практики, администрация Куринского лесничества «Суражского лесхоза».

## Экономика
- Добыча речного песка.
- В 2023 году рядом с деревней Курино открылась новая площадка бройлерного цеха на Витебской бройлерной птицефабрике.

## Образование
В 1862 году в селе Курино открылось народное училище. В 1882 году в нем обучалось 38 детей.
В Курино в 1890 году открылась первая трехклассная школа, единственная на всю одноименную волость, еще с общежитием и столовой. Обучалось в ней порядка 120 учеников. В 1900-м в населенном пункте открыли церковно-приходскую школу. В 1907 году построили 5-классную школу и ремесленное училище, в котором преподавалось столярное дело. В 1926-м создали первые пионерские отряды. В 1927–1928 учебном году в школе обучалось 124 ученика.

## Культура
- Музей ГУО "Куринская базовая школа Витебского района имени Героя Советского Союза М.Ф.Сильницкого".
- Любительское объединение «Отрада», участники которого занимаются плетением из соломы, лозы и бересты.
- Этнографический уголок в сельской библиотеке.

## Достопримечательность
- Могила Героя Советского Союза М. Ф. Сильницкого. На могиле в 1957 году установлен обелиск.
- Могила партизана И. С. Лапикова. На могиле в 1996 году установлен обелиск.
- Никольская церковь

### Памятник, скульптура
- Памятник В. И. Ленину

## Известные лица
- Любовь Константиновна Дукальская (1924—2003) — художник, преподаватель художественно-графического факультета Витебского педагогического института.